# Giovanni Capra
Giovanni Capra (Mercenasco, 18 giugno 1887 – Milano, 25 dicembre 1957) è stato un calciatore italiano, di ruolo centrocampista.

## Carriera
Conosciuto anche come Capra I per distinguerlo dal fratello calciatore Carlo (Capra II). Ha giocato nell'Inter, totalizzando 25 presenze e realizzando 12 reti. Con i neroazzurri gioca nelle stagioni 1909-1910 e 1910-1911 vincendo uno Scudetto.
Probabilmente, le sue migliori prestazioni in maglia nerazzurra coincisero con i due derby di Milano della stagione 1909-1910, che l'Inter vinse 5-0 all'andata e 5-1 al ritorno ed in cui Capra realizzò complessivamente quattro reti.

## Palmarès
- Campionato italiano: 1

Inter: 1909-1910